# 1 Batalion Grenadierów (Legiony Polskie we Włoszech)
1 Batalion Grenadierów – polski oddział wojskowy Legionów Polskich we Włoszech.

## Formowanie i zmiany organizacyjne
9 lutego 1797 roku w Mediolanie utworzono 1 batalion grenadierów, który wszedł w skład Legionu Polskiego Posiłkowego Lombardii.
15 maja 1797 roku gen. Bonaparte podjął decyzję o reorganizacji Legionów. Powstać miały dwa legiony polskie po trzy bataliony. Miejsce batalionów specjalnościowych zajęły bataliony mieszane. Każdy batalion posiadał na kompanię grenadierską, strzelecką oraz osiem fizylierskich.
W marcu 1799 ponownie utworzono batalion grenadierów. Rozwiązano na początku 1800 roku. Jego dowódcą był major Kazimierz Małachowski i od 198 czerwca 1799 mjr Downarowicz
23 października 1800 roku w ramach Legii Włoskiej utworzono batalion grenadierski. W jego skład weszły wydzielone kompanie grenadierskie I.-VII batalionu. Dowódcą batalionu został Jan Konopka. Legia podzielona została na dwie brygady, a batalion znalazł się w strukturze 2 Brygady.

## Dowódcy batalionu
- Ludwik Dembowski
- Jan Strzałkowski

--
- mjr Kazimierz Małachowski
- mjr Downarowicz – od czerwca 1799

--
- Jan Konopka

## Mundur grenadierów
Jan Henryk Dąbrowski, w rozmowach z rządem Republiki Lombardzkiej ustalił, że "ubiory, odznaki wojskowe i organizacja tego korpusu winny być w miarę możności zbliżone do zwyczajów Polaków". Grenadierzy posiadali mundur wzorowany na polskiej kawalerii narodowej. Były to granatowe spodnie i kurtki z karmazynowymi wyłogami, kołnierzem, mankietami i połami. Pierwsi grenadierzy wystąpili przed władzami lombardzkimi w kapeluszach. Wkrótce jednak zamieniono je na rogatywki z czarnym barankiem bez daszka. Przypinano do nich kokardy francuskie. Na początku XIX w. weszły w życie wysokie i usztywnione rogatywki z okutym daszkiem i podpinką.

## Chorągiew
Chorągiew batalionu grenadierów z wyobrażeniem granatów o czterech płomieniach umieszczonych w rogach na skośnie ułożonych ramionach krzyża oraz pośrodku czapki frygijskiej. Dokoła niej napisy: REPUBLIQUE FRANCAISE/PREMIERE LEGION POLONAISE. Ramiona skośnego krzyża ciemnoniebieskie, kontury ich oraz środek białe, pola między ramionami krzyża czerwone, narożniki karmazynowe. Chorągiew przeznaczona była dla legii polskiej i przekazana przez rząd francuski 25 listopada 1800 roku. Według oryginalnych rysunków, znajdujących się w Musee de l'Armee w Paryżu. Na rysunkach tych są uwagi, że na odwrocie chorągwi mają być napisy w języku polskim. Każda chorągiew miała kosztować 400 franków. Miała posiadać wymiary 150 × 150 cm.